# Fænø Kalv
Fænø Kalv är en ö i Danmark. Den ligger i Region Syddanmark, i den centrala delen av landet. På ön finns lite skog och en fornlämning.